# العلاقات الموريشيوسية الموزمبيقية
العلاقات الموريشيوسية الموزمبيقية هي العلاقات الثنائية التي تجمع بين موريشيوس وموزمبيق.

## مقارنة بين البلدين
هذه مقارنة عامة ومرجعية للدولتين:
| وجه المقارنة                                              | موريشيوس                 | موزمبيق          |
| --------------------------------------------------------- | ------------------------ | ---------------- |
| المساحة (كم2)                                             | 2.04 ألف                 | 801.59 ألف       |
| عدد السكان (نسمة)                                         | 1.26 مليون               | 29.67 مليون      |
| الكثافة السكانية (ن./كم²)                                 | 617.65                   | 37.01            |
| العاصمة                                                   | بورت لويس                | مابوتو           |
| اللغة الرسمية                                             | لغة إنجليزية، لغة فرنسية | اللغة البرتغالية |
| العملة                                                    | روبي موريشي              | متكال موزمبيقي   |
| الناتج المحلي الإجمالي (بليون دولار)                      | 13.34 مليار              | 12.33 مليار      |
| الناتج المحلي الإجمالي (تعادل القوة الشرائية) بليون دولار | 25.36 مليار              | 33.35 مليار      |
| الناتج المحلي الإجمالي الاسمي للفرد دولار أمريكي          | 9.25 ألف                 | 529              |
| الناتج المحلي الإجمالي للفرد دولار أمريكي                 | 18.59 ألف                | 1.13 ألف         |
| مؤشر التنمية البشرية                                      | 0.777                    | 0.416            |
| رمز المكالمات الدولي                                      | +230                     | +258             |
| رمز الإنترنت                                              | .mu                      | .mz              |
| المنطقة الزمنية                                           | ت ع م+04:00              | ت ع م+02:00      |

## منظمات دولية مشتركة
يشترك البلدان في عضوية مجموعة من المنظمات الدولية، منها:
| علم المنظمة | اسم المنظمة                                 | تاريخ انضمام موريشيوس | تاريخ انضمام موزمبيق |
| ----------- | ------------------------------------------- | --------------------- | -------------------- |
|             | منظمة التجارة العالمية                      | ?                     | ?                    |
|             | الاتحاد الأفريقي                            | ?                     | ?                    |
|             | الأمم المتحدة                               | 24 أبريل 1968         | 16 سبتمبر 1975       |
|             | مجموعة دول أفريقيا والكاريبي والمحيط الهادئ | ?                     | ?                    |
|             | الاتحاد الدولي للاتصالات                    | 30 أغسطس 1969         | 4 نوفمبر 1975        |
|             | يونسكو                                      | 25 أكتوبر 1968        | 11 أكتوبر 1976       |
|             | الاتحاد البريدي العالمي                     | ?                     | ?                    |
|             | مجموعة التنمية لأفريقيا الجنوبية            | ?                     | ?                    |
|             | مؤسسة التنمية الدولية                       | 23 سبتمبر 1968        | 24 سبتمبر 1984       |
|             | دول الكومنولث                               | ?                     | 1995                 |
|             | منظمة حظر الأسلحة الكيميائية                | ?                     | ?                    |
|             | وكالة ضمان الاستثمار متعدد الأطراف          | 28 ديسمبر 1990        | 23 نوفمبر 1994       |
|             | منظمة الشرطة الجنائية الدولية               | ?                     | ?                    |
|             | مؤسسة التمويل الدولية                       | 23 سبتمبر 1968        | 24 سبتمبر 1984       |
|             | المنظمة الهيدروغرافية الدولية               | ?                     | ?                    |
|             | البنك الدولي للإنشاء والتعمير               | 23 سبتمبر 1968        | 24 سبتمبر 1984       |
|             | البنك الإفريقي للتنمية                      | ?                     | ?                    |
|             | المركز الدولي لتسوية المنازعات الاستشارية   | 2 يوليو 1969          | 7 يوليو 1995         |

## وصلات خارجية
- موقع وزارة الخارجية الموزمبيقية